# 软刺裸裂尻鱼
软刺裸裂尻鱼（学名：Schizopygopsis malacanthus）为輻鰭魚綱鯉形目鲤科裸裂尻鱼属的鱼类，俗名玉树裸裂尻鱼、土鱼、小嘴湟鱼。在中国，分布于雅砻江、金沙江水系上中游干支流等，多栖息于高原宽谷河段及海拔较高的峡谷河流中。其生存的海拔上限为 4000公尺。该物种的模式产地在戴曲、即通天河。體長可達20.4公分。

## 亞種
软刺裸裂尻鱼具有2個亞種，即大渡裸裂尻魚及寶興裸裂尻魚。

## 扩展阅读
維基物種上的相關：软刺裸裂尻鱼